# 喜劇 駅前弁当
『喜劇 駅前弁当』（きげき えきまえべんとう）は、1961年12月24日に東宝系で公開された日本映画。カラー。東宝スコープ。東京映画作品。89分。
キャッチコピーは「色と欲のスシ詰弁当! 売るのも買うのも好き者ばかり!」。

## 概要
『駅前シリーズ』第3作。
本作は浜松駅前の弁当屋が舞台となり、シリーズ3作目にして、早くも舞台が首都圏から離れた。なお同年には森繁久彌主演の『続・社長道中記』（監督：松林宗恵）も浜松市が地方ロケの場所となり、森繁は1年に2度浜松を訪れたこととなる。
助演は前作から引き続いて坂本九が同じ洗濯屋役で出演、そして喜劇界から花菱アチャコ（「アチャコ」名義）と柳家金語楼といった大物が出演、そして『社長シリーズ』でお馴染みの加東大介も出演している。更に新東宝映画セクシー路線の看板女優だった三原葉子が新東宝倒産に伴いフリーとなり、ストリッパー役で東宝系映画唯一の出演を果たしている。

## スタッフ
- 製作：佐藤一郎、金原文雄
- 脚本：長瀬喜伴
- 監督：久松静児
- 撮影：黒田徳三
- 録音：原島俊男、西尾昇
- 照明：榊原庸介
- 美術：狩野健
- 音楽：広瀬健次郎
- 編集：広瀬千鶴
- 助監督：松本あきら

## 出演者
- 柳田金太郎：森繁久彌
- 本田次郎：フランキー堺
- 堀本孫作：伴淳三郎
- 本田景子：淡島千景
- 及川千代：黛ひかる
- 及川七左衛門：柳家金語楼
- 染五郎：淡路恵子
- 倉持大作：アチャコ
- 洗濯屋の九：坂本九
- 村井五郎：加東大介
- 柳田ふじ：千石規子
- ペリー春：三原葉子
- トモ子：渡辺トモ子
- あけみ：野口ふみえ
- あけみの男：立原博
- ステッキ・ガール：横山道代
- 万造（弁当屋の支配人）：坂本武
- 駅員：天津敏
- 警官：松村達雄

## ロケ地
- 浜松駅
- 浜松駅前
- 浜松城
- 舘山寺温泉しぶき橋
- 舘山寺遊園地（現 浜名湖パルパル）
- 瀬戸橋(浜名湖と猪鼻湖の間)
- 猪鼻湖神社
- 中田島砂丘
- 浜松オートレース場
- 弁天島

## 同時上映
『アワモリ君西へ行く』
- 原作：秋好馨／脚本：長瀬喜伴、新井一／監督：古澤憲吾／主演：坂本九／宝塚映画作品
- 『アワモリ君』シリーズ第3作（最終作）。なおこの作品にも渡辺トモ子が助演している。
- 初の古澤映画とのカップリングで、この後のクレージー映画とのカップリングにつながる。
- なおこの作品は1961年12月31日で上映を終了、その後1962年1月1日と同年1月2日はこの作品に代わって、『椿三十郎』（監督：黒澤明）とカップリングされた。

## 備考
- 劇中の当時のヒット曲で、スーダラ節が流れていた。
- 劇中で日本での大きな台風（1961年の台風21号）のシーンがあるが、現実の1961年の台風21号は東南アジア方面を中心に発生していたので日本には影響がない[2]。